# Grytjägarsteklar
Grytjägarsteklar (Methocha) är ett släkte av steklar som beskrevs av Pierre André Latreille 1804. Grytjägarsteklar ingår i familjen jägarsteklar.
Släktet innehåller bara arten Methocha articulata. Grytjägarsteklar är enda släktet i familjen Methochidae.